# Maracanã Esporte Clube
Maracanã Esporte Clube é uma agremiação esportiva de Maracanaú, no estado do Ceará, fundada em 31 de janeiro de 2005. Atualmente disputa a primeira divisão do Campeonato Cearense e a Série D do Campeonato Brasileiro.

## História
Fundado em 2005, o nome do clube faz referência a Maracanaú, município no Ceará onde está localizado.

## Títulos
| ESTADUAIS | ESTADUAIS                     | ESTADUAIS | ESTADUAIS   |
|           | Competição                    | Títulos   | Temporadas  |
| --------- | ----------------------------- | --------- | ----------- |
|           | Campeonato Cearense - Série B | 2         | 2012 e 2021 |
|           | Campeonato Cearense - Série C | 1         | 2020        |
|           | Taça Padre Cícero             | 2         | 2024 e 2025 |

 Campeão invicto

### Campanha em destaque
- Vice-Campeonato Cearense - Série C: 1 (2007)

## Desempenho em Competições

### Participações
|  | Participações em 2025 |

| Competição | Competição          | Temporadas | Melhor campanha           | Estreia | Última | P | R |
| Ceará      | Campeonato Cearense | 5          | 3º colocado (2024 e 2025) | 2013    | 2025   |   | 1 |
| Ceará      | 2ª Divisão          | 11         | Campeão (2012 e 2021)     | 2008    | 2021   | 2 | 1 |
| Ceará      | 3ª Divisão          | 4          | Campeão (2020)            | 2005    | 2020   | 2 |   |
| Ceará      | Copa Fares Lopes    | 1          | Vice-campeão (2022)       | 2022    | 2022   |   |   |
|            | Copa do Nordeste    | 1          | 2ª fase (2025)            | 2025    | 2025   |   |   |
| Brasil     | Série D             | 2          | 1ª fase (2024 e 2025)     | 2024    | 2025   | – |   |
| Brasil     | Copa do Brasil      | 1          | 3ª fase (2025)            | 2025    | 2025   |   |   |

## Símbolos

### Mascote

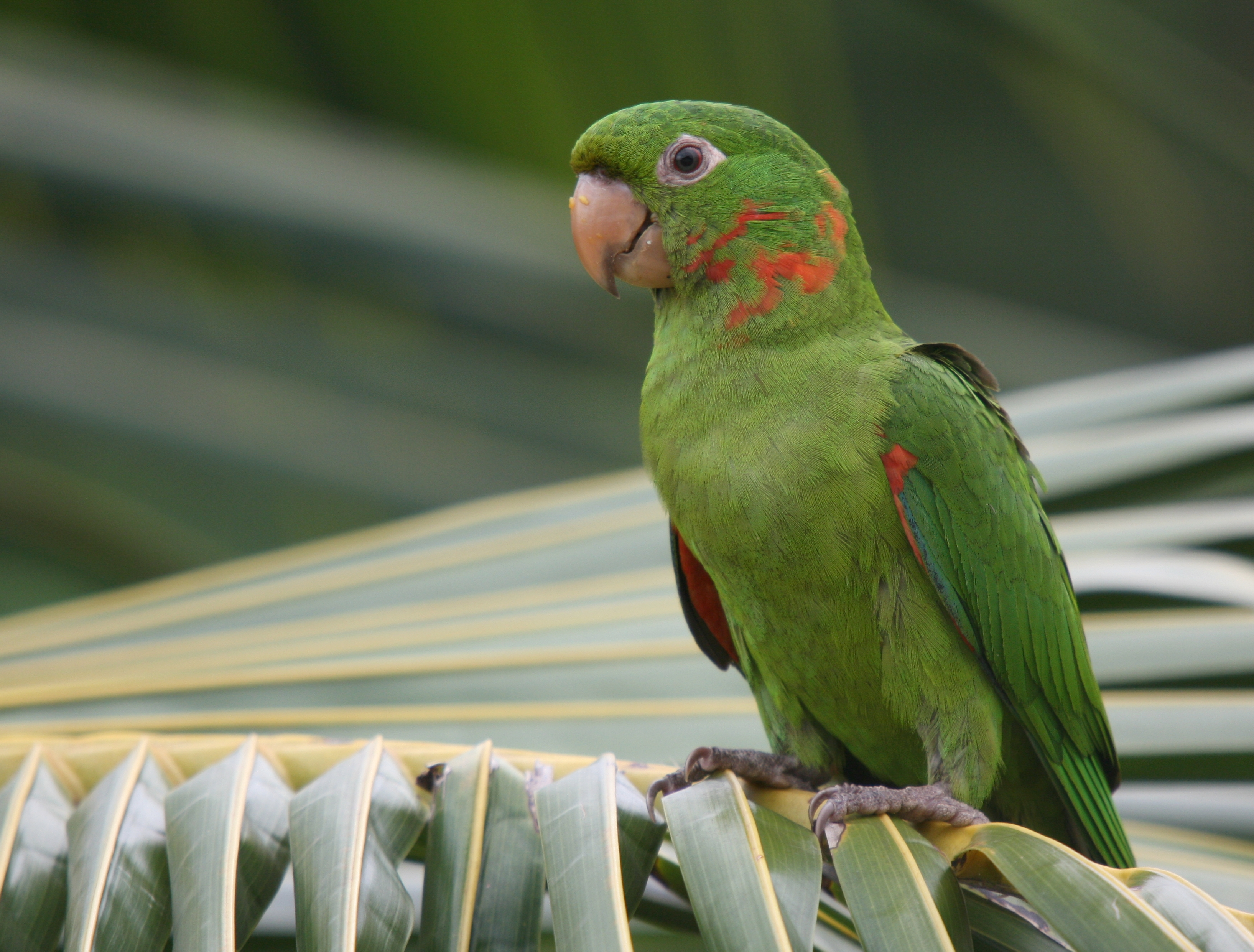
Periquitão-maracanã

Maracanã é o nome do clube da cidade de Maracanaú, sendo uma homenagem às várias aves que habitam a cidade na Região Metropolitana de Fortaleza (a 19 km de Fortaleza)

### Uniformes
As cores do uniforme do Maracanã, o azul-celeste e o branco, sendo o 1º uniforme, é a camisa listrada vertical em azul celeste e azul escuro com detalhes em branco, com short azul e meiões brancos.
O 2º uniforme é composto por uma camisa branca com uma faixa vertical e detalhes em azul-escuro, com short branco e meiões brancos.

## Futsal

### Títulos
- Campeonato Cearense de Futsal: 1 (2012)